# Alexandru Dicusar
Alexandru Dicusar (n. 28 august 1942, Verhnee Ableazovo⁠(d), Kuznetsky District, Penza Oblast⁠(d), RSFS Rusă, URSS – d. 3 septembrie 2023, Chișinău, Republica Moldova) a fost un inginer moldovean, specialist în electrofizică și electrotehnologii, membru corespondent al Academiei de Științe a Moldovei. 
A fost fiul profesorului Ion Dicusar și discipol al lui Mark Kișinevski.